# PCI-X
PCI-X (англ. Peripheral Component Interconnect eXtended, укр. розширене з'єднання периферійних компонентів) — це стандарт комп'ютерної шини і плати розширення, який покращує 32-бітну локальну шину PCI для більш високої пропускної спроможності, необхідної в основному для серверів та робітників станцій. Він використовує модифікований протокол підтримки більш високих тактових частот (до 133 МГц), але у іншому схожий електричну реалізацію. PCI-X 2.0 збільшив швидкість шини до 533 МГц зі зниженням рівня електричного сигналу.
Слот фізично являє собою слот PCI на 3,3 В з таким самим розміром, розташуванням і призначенням контактів. Електричні специфікації сумісні, але вони мають суворіші вимоги. Однак, у той час як більшість звичайних слотів PCI є 32-розрядною версією довжиною 85 мм, більшість пристроїв PCI-X використовують 64-розрядний слот довжиною 130 мм, і 64-розрядні роз'єми PCI і підтримка PCI-X стали розглядаються як синоніми.
PCI-X фактично повністю визначений як для 32-, так і для 64-бітових роз'ємів PCI, а PCI-X 2.0 додав 16-бітний варіант для додатків, що вбудовуються.
У сучасних розробках він був замінений схожим за звучанням PCI Express (офіційно скорочено PCIe) з зовсім іншим фізичним роз'ємом та зовсім іншою електричною схемою, що має одну або кілька вузьких, але швидких ліній послідовного з'єднання замість кількість повільних паралельних підключень.

## Історія

### Передумови та мотивація
У PCI транзакція, яка не може бути завершена негайно, відкладається цільовим пристроєм або ініціатором, який видає цикли повторних спроб, під час яких інші агенти не можуть використовувати шину PCI. Оскільки в PCI відсутній механізм розділеної відповіді, який би дозволив об'єкту повернути дані пізніше, шина залишається зайнятою об'єктом, який виконує цикли повторних спроб, доки не будуть готові зчитані дані. У PCI-X, після того, як ведучий відправив запит, він відключається від шини PCI, дозволяючи іншим пристроям використовувати шину. Розділена відповідь, що містить запитувані дані, генерується тільки тоді, коли ціль готова повернути всі запитувані дані. Розділені відповіді підвищують ефективність шини, усуваючи цикли повторних спроб, під час яких дані не можуть бути передані через шину.
PCI також страждала від відносної нестачі унікальних ліній переривань. Маючи лише 4 виводи переривань (INT A/B/C/D), системи з великою кількістю PCI-пристроїв потребують спільного використання лінії переривань декількома функціями, що ускладнювало обробку переривань на стороні хоста. PCI-X додав переривання з сигналізацією повідомлення, систему переривань, що використовує запис в пам'ять хоста. У MSI-режимі переривання функції не сигналізується ствердженням лінії INTx. Замість цього функція виконує запис у системно сконфігуровану область пам'яті у пам'яті хоста. Оскільки вміст і адреса конфігуруються для кожної функції окремо, переривання режиму MSI є виділеними, а не спільними. Система PCI-X дозволяє одночасно використовувати як переривання режиму MSI, так і застарілі переривання INTx (хоча і не для однієї і тієї ж функції).
Відсутність зареєстрованих входів/виходів обмежувала максимальну частоту PCI до 66 МГц. Вводи/виводи PCI-X реєструються на тактовому генераторі PCI, як правило, за допомогою PLL для активного керування затримкою вводу/виводу на виводах шини. Покращення часу встановлення дозволяє збільшити частоту до 133 МГц.
Деякі пристрої, особливо карти Gigabit Ethernet, SCSI-контролери (Fibre Channel і Ultra320) і кластерні з'єднання можуть самі по собі наситити пропускну здатність шини PCI в 133 МБ/с. Були впроваджені порти, що використовували подвоєну до 66 МГц швидкість шини і подвоєну до 64 біт ширину шини (з кількістю виводів, збільшеною до 184 з 124), у поєднанні чи без них. Ці розширення вільно підтримувалися як необов'язкові частини стандартів PCI 2.x, але сумісність пристроїв за межами базової швидкості 133 МБ/с залишалася складною.
Врешті-решт розробники взяли за основу комбіноване розширення 64-біт і 66-МГц і, передбачаючи майбутні потреби, створили 66-МГц і 133-МГц варіанти з максимальною пропускною здатністю 532 МБ/с і 1064 МБ/с відповідно. Спільний результат був представлений як PCI-X в PCI Special Interest Group (Група спеціальних інтересів Асоціації обчислювальної техніки). Подальше схвалення зробило його відкритим стандартом, прийнятним для всіх розробників комп'ютерної техніки. PCI SIG контролює технічну підтримку, навчання та тестування на відповідність стандарту PCI-X. IBM, Intel, Microelectronics та Mylex повинні були розробити відповідні набори мікросхем. 3Com та Adaptec повинні були розробити сумісні периферійні пристрої. Щоб прискорити прийняття PCI-X в індустрії, Compaq запропонувала інструменти для розробки PCI-X на своєму веб-сайті.